# Rolf Milser
Rolf Milser (28 de junho de 1951, em Bernburg (Saale)) é um ex-halterofilista alemão.
Rolf Milser participou dos Jogos Olímpicos de 1972, em Munique, que também serviu como Campeonato Mundial de Halterofilismo. Ele ficou em sétimo, na categoria até 82,5 kg (pesado-ligeiro), com 477,5 kg no total combinado (165 kg no desenvolvimento, movimento-padrão abolido em 1973, 132,5 kg no arranque e 180 kg no arremesso).
Nos Jogos Olímpicos de 1976, ele não conseguiu um levantamento válido no arranque, não obtendo resultado para o total combinado. No entanto, levantou 205 kg no arremesso e ficou em primeiro nessa prova.
A partir do Campeonato Mundial e Europeu de 1977, organizados como um único evento, ele passa a competir na categoria até 90 kg (meio-pesado)  e obteve a segunda colocação.
No Campeonato Mundial de 1982, ele competiu na categoria até 100 kg e ficou em quarto lugar.
Nos Jogos Olímpicos de 1984, Milser conquistou a medalha de ouro na categoria até 100 kg, com 385 kg no total combinado (167,5 no arranque e 217,5 no arremesso).
QUADRO DE RESULTADOS
| Ano  | Competição                        | Classe de peso | Marca (kg)            | Pos. | Ref.               |
| ---- | --------------------------------- | -------------- | --------------------- | ---- | ------------------ |
| 1972 | Campeonato Europeu em Constanța   | –82,5 kg       | 477,5 (160+135+182,5) | 5.   | [ 4 ]              |
| 1972 | Jogos Olímpicos em Munique        | –82,5 kg       | 477,5 (165+132,5+180) | 7.   | [ 2 ] [ 1 ]        |
| 1972 | Campeonato Mundial em Munique     | –82,5 kg       | 477,5 (165+132,5+180) | 7.   | [ 2 ]              |
| 1973 | Campeonato Europeu em Madrid      | –82,5 kg       | 325 (135+190)         | 6.   | [ 5 ]              |
| 1973 | Campeonato Mundial em Havana      | –82,5 kg       | 332,5 (145+187,5)     | 4.   | [ 3 ] [ 2 ]        |
| 1974 | Campeonato Europeu em Verona      | –82,5 kg       | 300 (140+160)         | 9.   | [ 6 ]              |
| 1974 | Campeonato Mundial em Manila      | –82,5 kg       | 347,5 (152,5+195)     | 3    | [ 3 ] [ 2 ]        |
| 1975 | Campeonato Europeu em Moscou      | –82,5 kg       | 347,5 (147,5+200)     | 4.   |                    |
| 1975 | Campeonato Mundial em Moscou      | –82,5 kg       | 347,5 (147,5+200)     | 4.   | [ 3 ] [ 7 ] [ 2 ]  |
| 1976 | Campeonato Europeu em Berlim      | –82,5 kg       | 357,5 (150+207,5)     | 4.   | [ 8 ]              |
| 1976 | Jogos Olímpicos em Quebec         | –82,5 kg       | Sem marca             | –    | [ 3 ] [ 1 ] [ 2 ]  |
| 1976 | Campeonato Mundial em Quebec      | –82,5 kg       | Sem marca             | –    | [ 3 ] [ 1 ] [ 2 ]  |
| 1977 | Campeonato Europeu em Stuttgart   | –90 kg         | 370 (162,5+207,5)     | 2    | [ 9 ]              |
| 1977 | Campeonato Mundial em Stuttgart   | –90 kg         | 370 (162,5+207,5)     | 2    | [ 3 ] [ 9 ] [ 2 ]  |
| 1978 | Campeonato Europeu em Havířov     | –90 kg         | 375 (160+215)         | 2    | [ 9 ]              |
| 1978 | Campeonato Mundial em Gettysburg  | –90 kg         | 377,5 (162,5+215)     | 1    | [ 3 ] [ 2 ]        |
| 1979 | Campeonato Europeu em Varna       | –90 kg         | 382,5 (160+222,5)     | 1    | [ 9 ]              |
| 1979 | Campeonato Mundial em Salonica    | –90 kg         | 377,5 (165+212,5)     | 2    | [ 3 ] [ 2 ]        |
| 1981 | Campeonato Europeu em Lille       | –90 kg         | Sem marca             | –    |                    |
| 1981 | Campeonato Mundial em Lille       | –90 kg         | Sem marca             | –    | [ 3 ] [ 2 ]        |
| 1982 | Campeonato Europeu em Liubliana   | –100 kg        | 372,5 (162,5+210)     | 4.   | [ 10 ]             |
| 1982 | Campeonato Mundial em Liubliana   | –100 kg        | 372,5 (162,5+210)     | 4.   | [ 3 ] [ 2 ]        |
| 1983 | Campeonato Europeu em Moscou      | –100 kg        | 390 (170+220)         | 6.   | [ 11 ]             |
| 1983 | Campeonato Mundial em Moscou      | –100 kg        | 390 (170+220)         | 6.   | [ 3 ] [ 2 ]        |
| 1984 | Jogos Olímpicos em Los Angeles    | –100 kg        | 385 (167,5+217,5)     | 1    | [ 12 ] [ 1 ] [ 2 ] |
| 1984 | Campeonato Mundial em Los Angeles | –100 kg        | 385 (167,5+217,5)     | 1    | [ 3 ] [ 2 ]        |

Os campeonatos mundiais de 1972, de 1976 e de 1984 foram organizados conjuntamente com os Jogos Olímpicos;
os campeonatos mundiais e os europeus de 1975, de 1977, de 1981, de 1982 e de 1983 foram realizados em um único evento.
Estabeleceu dois recordes mundiais, que foram:
| Data       | Prova     | Marca    | Classe de peso | Lugar  |
| ---------- | --------- | -------- | -------------- | ------ |
| 08.04.1976 | Arremesso | 207,5 kg | –82,5 kg       | Berlim |
| 25.05.1979 | Arremesso | 222,5 kg | –90 kg         | Varna  |